# Neuilly-en-Dun
 Neuilly-en-Dun  es una población y comuna francesa, situada en la región de  Centro, departamento de Cher, en el distrito de Saint-Amand-Montrond y cantón de Sarcoins.

## Demografía
| 396 | 397 | 383 | 338 | 277 | 258 |
| Para los censos de 1962 a 1999 la población legal corresponde a la población sin duplicidades (Fuente: INSEE [Consultar]) |     |     |     |     |     |